# Beauceron
Der Beauceron ist eine von der Fédération Cynologique Internationale (FCI)  anerkannte französische Hunderasse (FCI-Gruppe 1, Sektion 1, Standard Nr. 44). Seit 2007 wird die Rasse auch vom AKC anerkannt.

## Herkunft und Geschichtliches
Die Ursprünge der Rasse liegen in Frankreich in einem der Hütehundschläge der Wanderschäferei. Etwa im 19. Jahrhundert bildete sich diese Rasse heraus. 1889 wurde der erste Rassestandard erstellt.
Jährlich kommen in Frankreich etwa 3000–3500 Beauceronwelpen zur Welt; die Hochburgen der Rasse sind die Beauce (ein Landstrich zwischen Chartres und Orléans, etwa 100 km südwestlich von Paris) und der Norden entlang der Grenze zu Belgien.

## Beschreibung

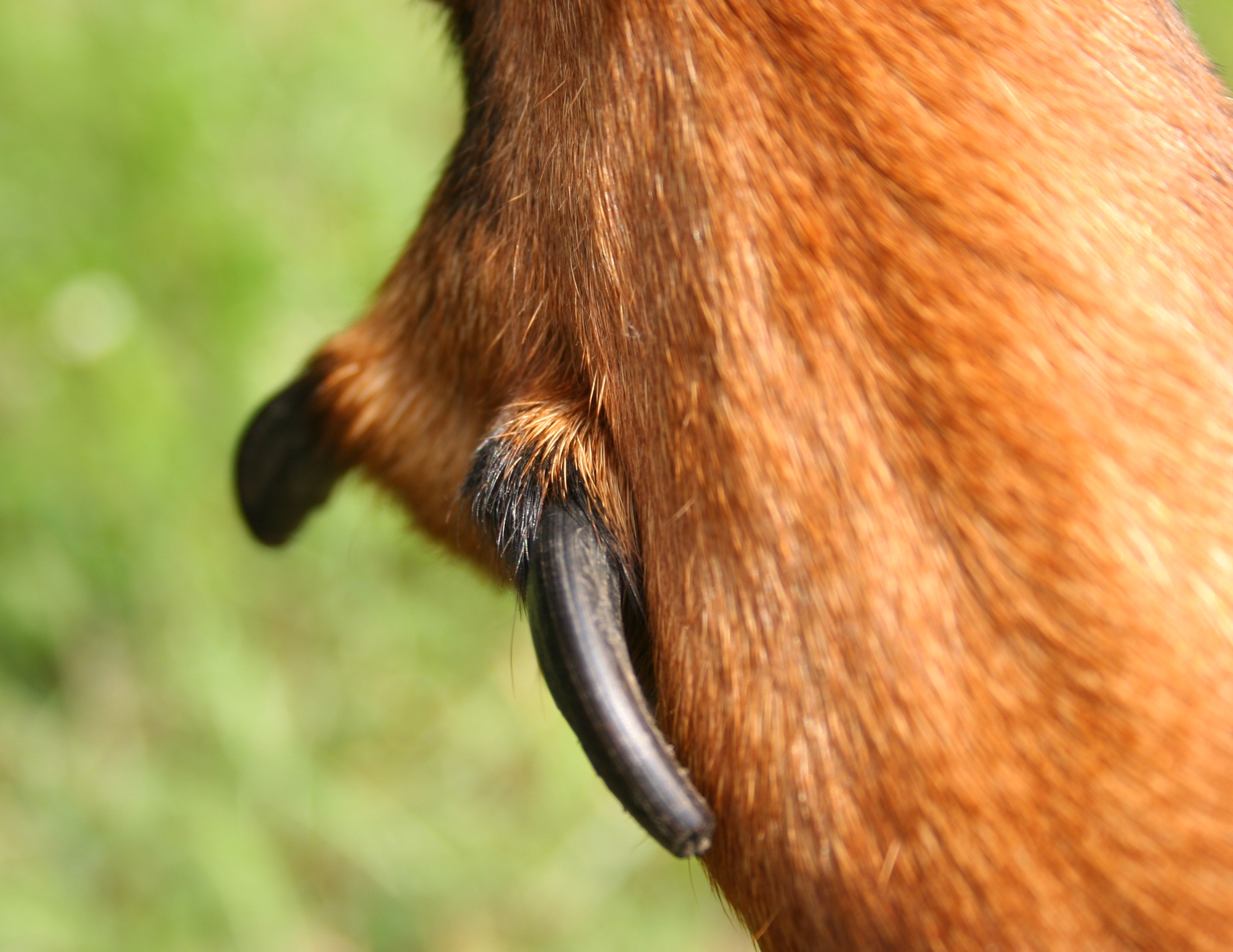
Doppelte Afterkralle

Der Beauceron ist ein größerer (bis 70 cm) Gebrauchshund, der in seiner Gesamterscheinung an eine stämmigere Ausgabe eines  Dobermanns oder eine schlanke Ausgabe eines Rottweilers denken lässt. Als besonderes Merkmal hat der Beauceron doppelte Afterkrallen. Das Haar ist kräftig, kurz, dick, festanliegend, 3–4 cm lang in Schwarz mit lohfarbenen Brand oder blau gefleckt mit lohfarbenen Abzeichen: grau, schwarz und brand. Die Ohren sind halbstehend oder hängend, sie sollten nicht am Kopf anliegen. Wegen der charakteristischen Pfotenfarbe wird er auch als Bas Rouge (Rotstrumpf) bezeichnet.

## Wesen
Durch seinen Ursprung als Arbeitshund erklärt sich sein Hang zur Selbstständigkeit, was leicht als Dickköpfigkeit missverstanden werden kann. Bei der Erziehung braucht sein Halter daher viel Hundeverstand, Konsequenz und Einfühlungsvermögen. Eine „harte Hand“ verträgt er nicht. Bei der Haltung als Familienhund kann Hüteverhalten den Familienmitgliedern gegenüber vorkommen. Wie alle Arbeitshunde braucht er viel Beschäftigung, beispielsweise Hundesport.

## Verwendung
Die Rasse wird als Hüte-, Wach- und Schutzhund eingesetzt. Als Familienhund ist er durchaus geeignet, wenn der Mensch seine Herkunft beachtet. Als Schutzhund ist hohe Arbeitsfreude erforderlich sowie ein ausgeglichenes Beuteverhalten. Entsprechende Fähigkeiten werden in Arbeitslinien selektiert. Die gute Führigkeit und die Belastbarkeit machen den Beauceron zu einem guten Fährtenhund, durch seine Lauffreude ist er auch zum Sanitätshund geeignet, zumal er belastbar und trotzdem ausgeglichen ist. Gleiches gilt für seinen Einsatz als Lawinen- und Katastrophenhund.

## Rechtslage
Der Beauceron steht im Schweizer Kanton Tessin auf der Rasseliste der potentiell gefährlichen Hunde; seine Haltung ist dort bewilligungspflichtig.